# OK-650
OK-650 je sovjetski in ruski tlačnovodni reaktor, ki se uporablja za pogon jedrskih podmornic. OK-650 je razvil sovjetski oblikovalski biro OKBM Afrikantov in prvi je bil zgrajen leta 1975. Gorivo je 21–45 % obogateni uran-235. Toplotna moč jedrskega reaktorja je 190 MWt (260.000 KM).

## Različice
| Različica        | Toplotna moč (MW) | Razred (število reaktorjev)            |
| ---------------- | ----------------- | -------------------------------------- |
| OK-650 (OK-650A) | 190 (180)         | Razred Barakuda (1), Razred Kondor (1) |
| OK-650B          | 190               | Razred Granit (2), Razred Ščuka-B (1)  |
| OK-650B-3        | 190               | Razred Plavnik (1)                     |
| OK-650VV         | 190               | Razred Akula (2)                       |
| OK-650V          | 190               | Razred Antej (2), Razred Borej (1)     |
| OK-650KPM        | 200               | Razred Jasen (1)                       |

Razred Jasen-M uporablja različico sistema za pridobivanje pare OK-650 z jedrskim reaktorjem KTP-6-185SP, ki temelji na naravnem kroženju vode skozi jedrsko sredico (brez glavnih obtočnih črpalk).